# Turks fruit
Turks fruit (literalment "Delícies turques") és una pel·lícula neerlandesa de 1973 dirigida per Paul Verhoeven. La pel·lícula és una història d'amor d'un artista i una dona jove, protagonitzats per Rutger Hauer i Monique van de Ven. La història està basada en la novel·la Turks fruit de Jan Wolkers.
Turks fruit és la pel·lícula més reeixida del cinema neerlandès. Va ser un èxit massiu en la taquilla neerlandesa amb unes 3.338.000 persones que la van veure, el que correspon a un 27% de la població dels Països Baixos en aquell moment. En 1973 va ser nominada per a un premi Oscar a la millor pel·lícula de parla no anglesa, i en 1999 va rebre el premi a la millor pel·lícula neerlandesa del segle.

## Argument
La pel·lícula transcorre a Amsterdam i explica la història d'amor entre Eric (Rutger Hauer), un artista bohemi, i Olga (Monique van de Ven), una bella jove de família burgesa. Eric coneix a Olga fent autoestop i immediatament es veu atret per ella. Se'n van a viure junts i es casen, però la seva relació és fortament rebutjada per la mare d'Olga que no aprova a l'escultor bohemi, que viu pobrament i no el veu com una parella adequada per a Olga. No obstant això, Eric i Olga es casen i la família d'Olga l'accepta.

## Repartiment

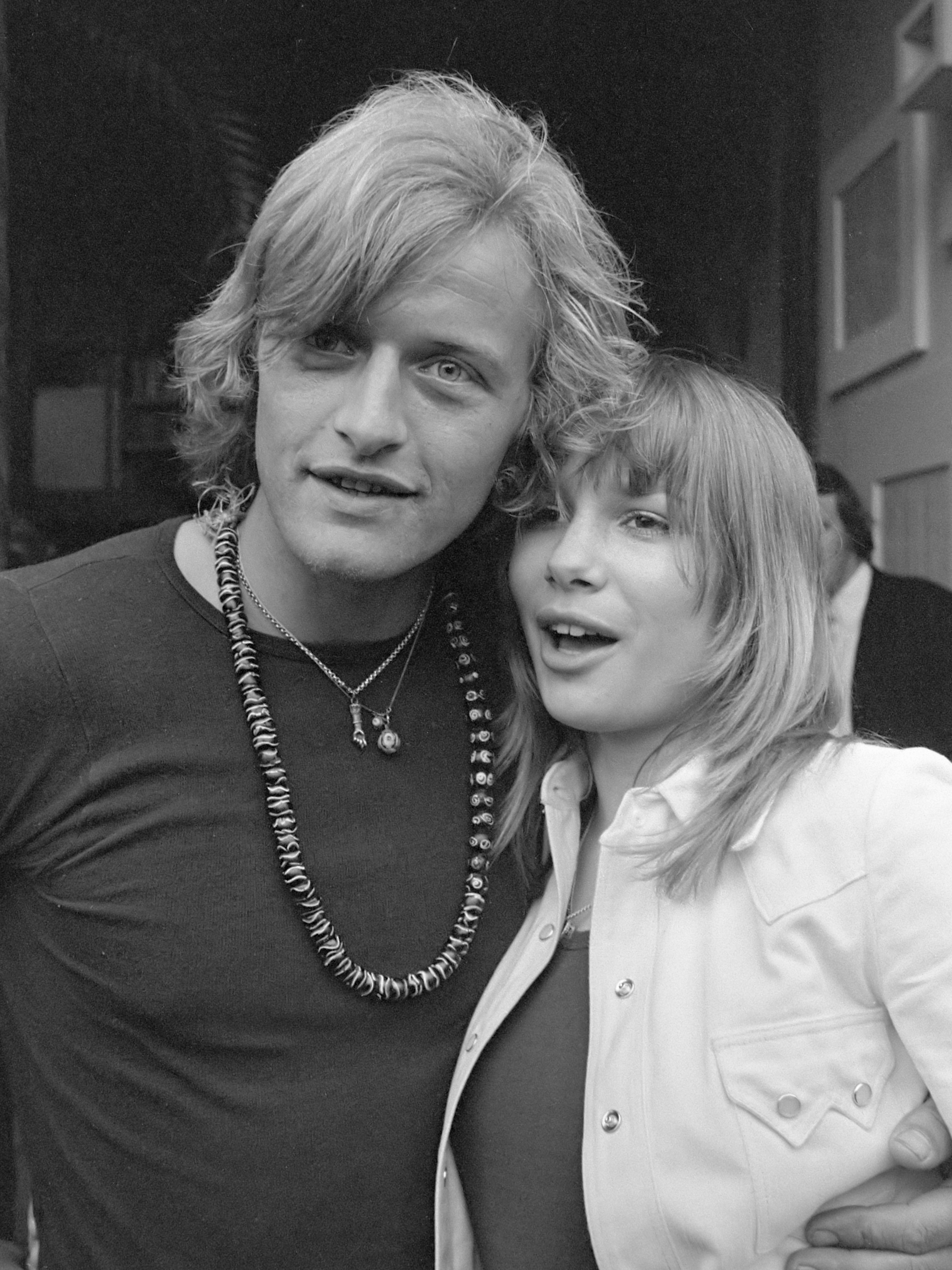
Rutger Hauer i Monique van de Veuen al juny de 1972.

- Monique van de Ven com Olga Stapels
- Rutger Hauer com Eric Vonk
- Tonny Huurdeman com la mare d'Olga
- Wim van den Brink com el pare d'Olga's father
- Hans Boskamp com a gerent de tenda
- Dolf de Vries com Paul
- Manfred de Graaf com Henny
- Dick Scheffer com a comptador
- Marjol Flore com Tineke
- Bert Dijkstra com a funcionari públic

## Música
La música va ser proporcionada pel compositor i director d'orquestra Rogier van Otterloo; amb Turks fruit va debutar com a compositor de música de cinema. La música també va comptar amb l'harmònica de Toots Thielemans. L'àlbum amb la música (en la qual Louis van Dijk va fer una contribució), es va vendre bé i va estar més de quatre mesos en les llistes d'àlbums. No obstant això, Verhoeven més tard va admetre que es va convertir en la seva música de pel·lícula menys favorita, afirmant que era un «xivarri escombrat» i que «quan ho vaig escoltar per primera vegada, em vaig sentir molt deprimit».

## Premis
En 1973 Turks fruit va ser nominat a un Premi Oscar a la millor pel·lícula de parla no anglesa, l'any en què La nit americana va guanyar el premi.
En 1999, la pel·lícula va rebre el premi a la millor pel·lícula holandesa del segle pel Festival de Cinema dels Països Baixos. Els altres nominats van incloure una altra pel·lícula de Paul Verhoeven, El soldat d'Orange i l'oscaritzada pel·lícula Caràcter.